# Esmehan Baharnaz Sultan
Esmehan Baharnaz Hanım Sultan (n. 1524 - 19 aprilie 1556), a fost o prințesă otomană, fiica fostului mare-vizir al Imperiului Otoman, Lütfi Pașa și a sultanei Șah. Sultana Șah este sora vitregă a sultanului Süleyman I Magnificul și cumnata soției sale legale, Hürrem Sultan.
Pentru că nu era fiica sultanului, titlul ei cel mai des folosit era "Hanımsultan" (adresare către un membru al familiei imperiale otomane).
Lütfi Pașa, tatăl ei, a devenit mare-vizir în 1539, dar fiind prea mândru de el, a săvârșit o faptă crudă asupra unei femei musulmane, arzându-i părțile intime, deoarece Lütfi Pașa dorea să oprească practicarea prostituției în barurile și cârciumele din capitală. Această întâmplare a deranjat-o pe mama lui Esmehan, care a divorțat de Lütfi Pașa. În 1541, sultanul Süleyman îl exilează pe pașă departe de capitală și îi retrage titlul de mare-vizir. Deoarece Șah Sultan cerea decapitarea soțului ei, Esmehan o imploră pe mama sa să nu-l ucidă pe tatăl ei, ci doar să fie exilat.
Unele surse consideră că Esmehan a fost căsătorită cu verișorul ei, prințul Mehmed, fiul lui Süleyman și a sultanei Hürrem. Mehmed a avut o fiică, Hümașah Sultan, de aceea se crede că mama acesteia ar fi fost Esmehan.
Esmehan moare în 1556, iar corpul ei este înhumat în mausoleul mamei sale, în Istanbul.